# Ilanthila, Beltangadi
Ilanthila là một làng thuộc tehsil Beltangadi, huyện Dakshin kannad, bang Karnataka, Ấn Độ.